# 幘眼蝶屬
幘眼蝶屬（學名：Zethera）是蛺蝶科眼蝶亞科幘眼蝶族中的一個屬。共有6個物種，分佈於菲律賓和蘇拉威西。成蟲會以貝氏擬態摸仿旖斑蝶屬和旖斑蝶屬物種的翅膀花紋，使捕食者不好獵食，這是眼蝶分類中不尋常的進化形態。

## 物種
- 白幘眼蝶 Zethera hestioides
- 丫黃幘眼蝶 Zethera incerta
- 鼠幘眼蝶 Zethera musa
- 擬鼠幘眼蝶 Zethera musides
- 幘眼蝶 Zethera pimplea
- 黃綠幘眼蝶 Zethera thermaea

## 腳註
1. ↑  Brower, Andrew V. Z. 2009. Zethera Leech 1892. Version 16 November 2009 (under construction). http://tolweb.org/Zethera/70725/2009.11.16 （页面存档备份，存于） in The Tree of Life Web Project, http://tolweb.org/ （页面存档备份，存于） （英文）